# بي إم دبليو 132

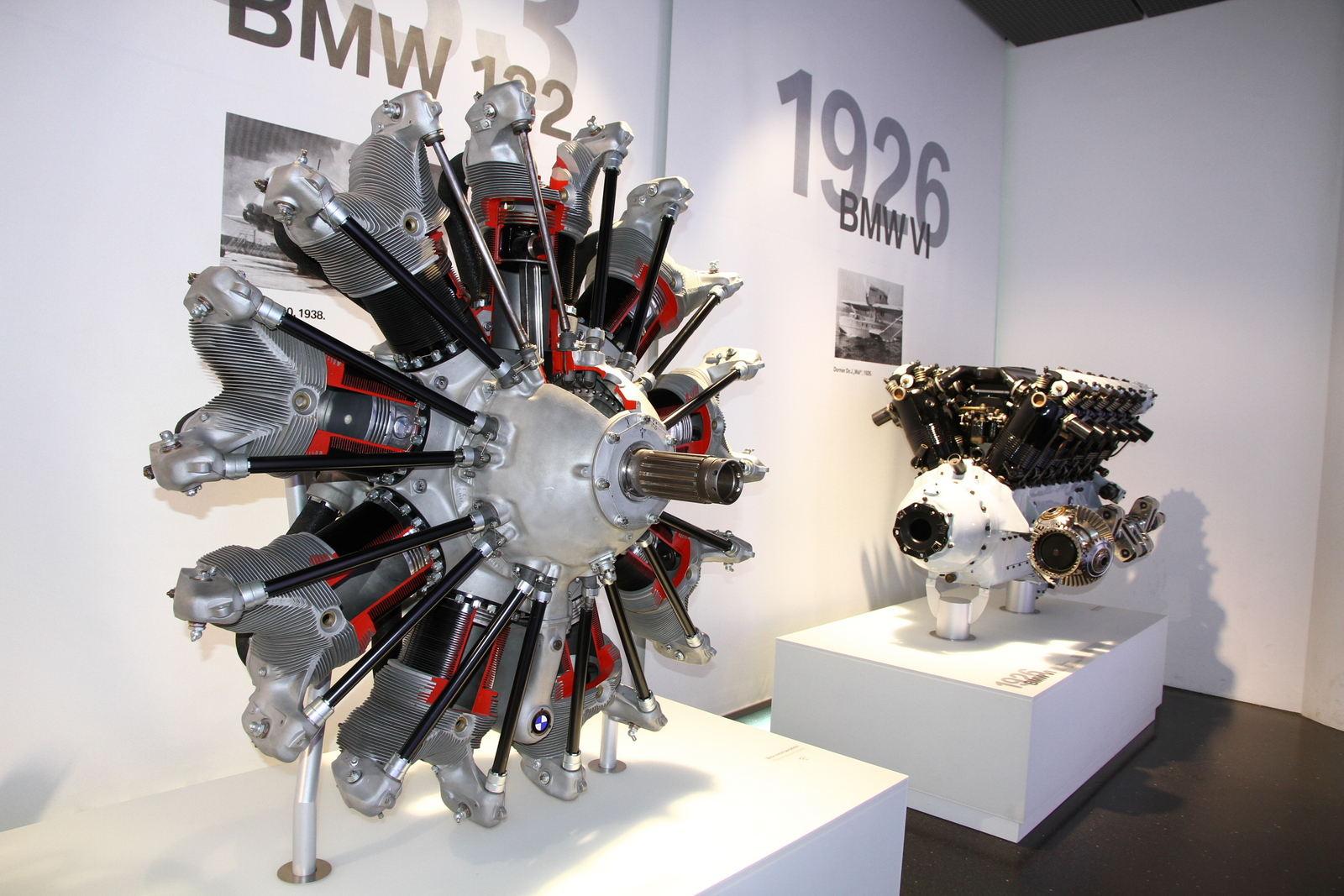
محرك بي إم دبليو 132

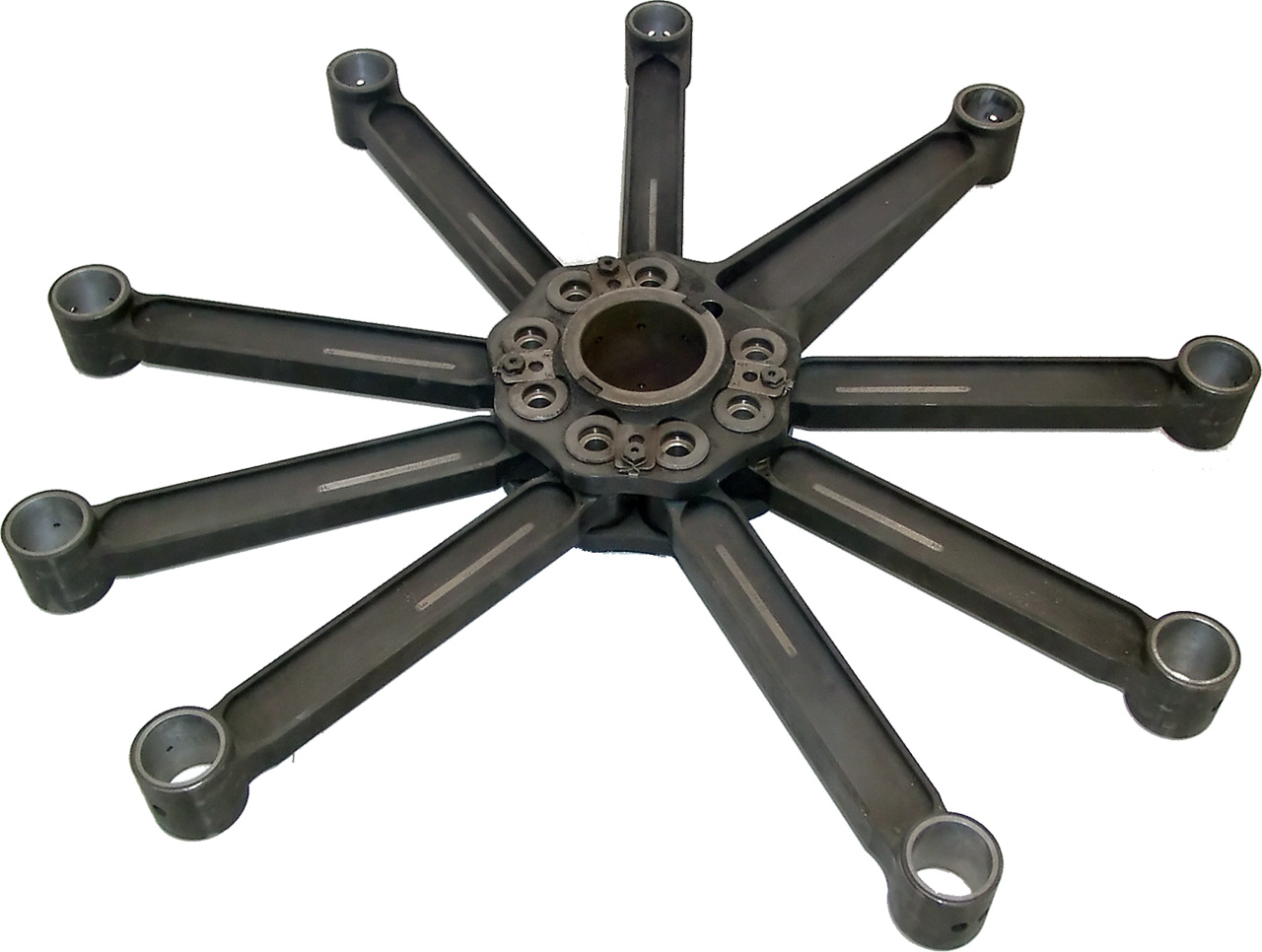
أذرع توصيل

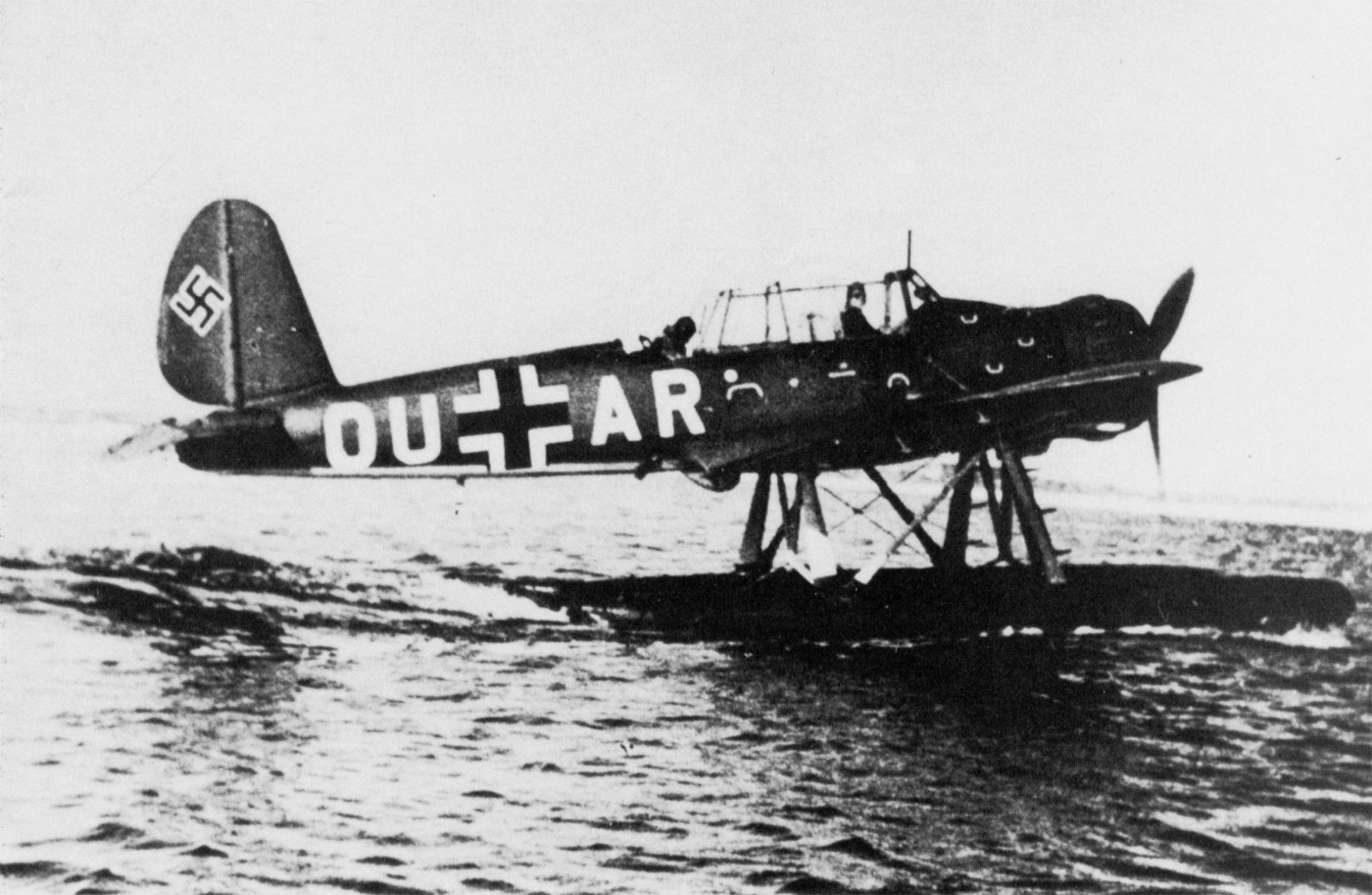
أرادو ايه أر 196

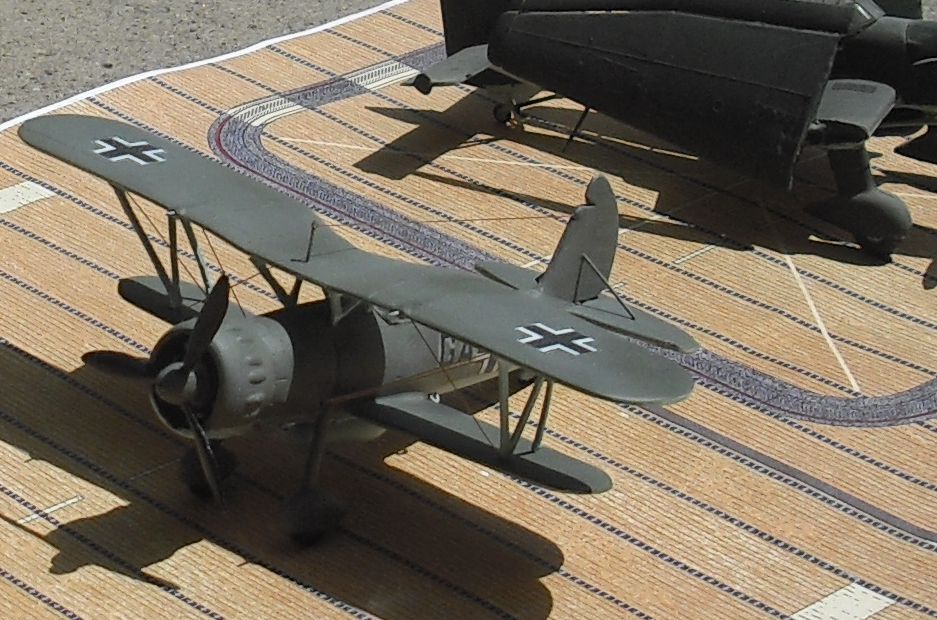
نموذج لطائرة أرادو ايه أر 197

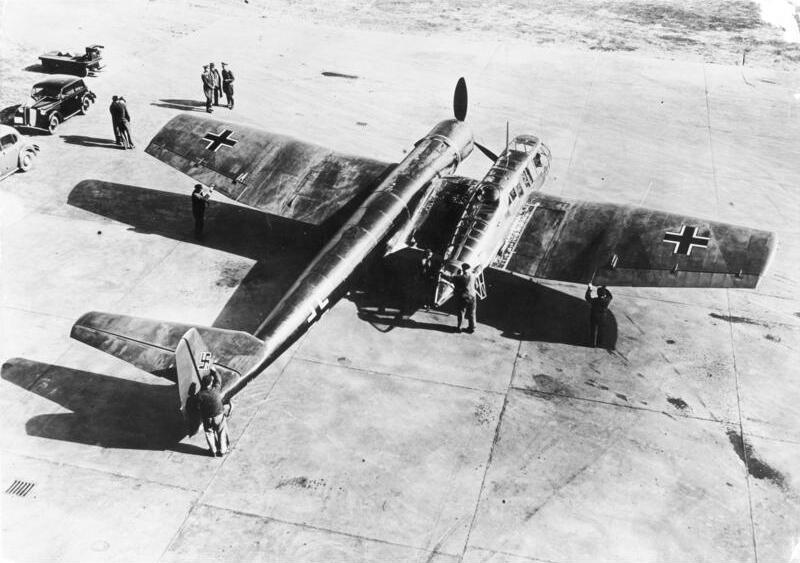
بولهم و فوس بي في 141

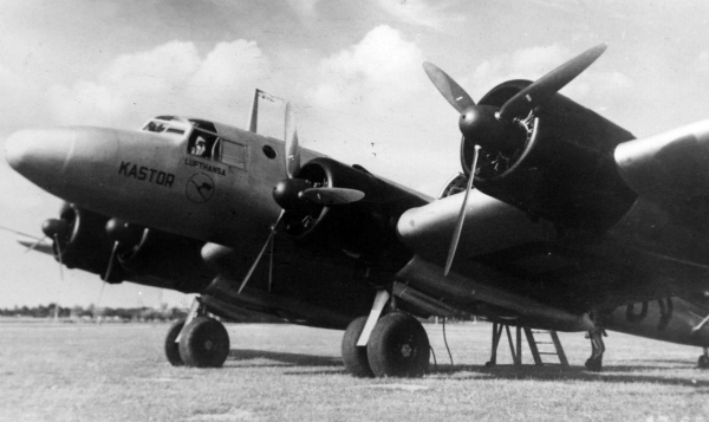
بولهم و فوس بي في 142

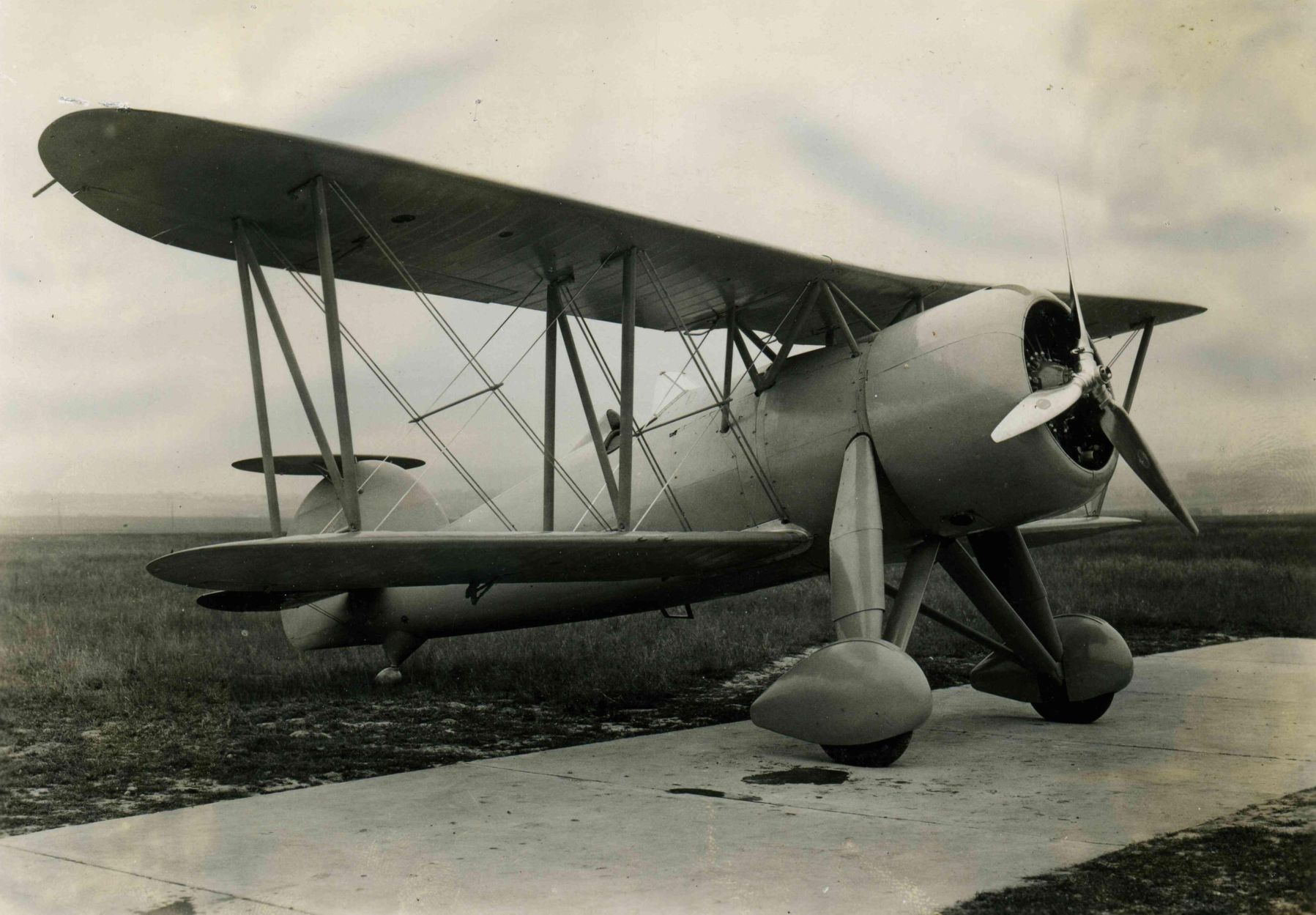
فيسيلر إف أي 98

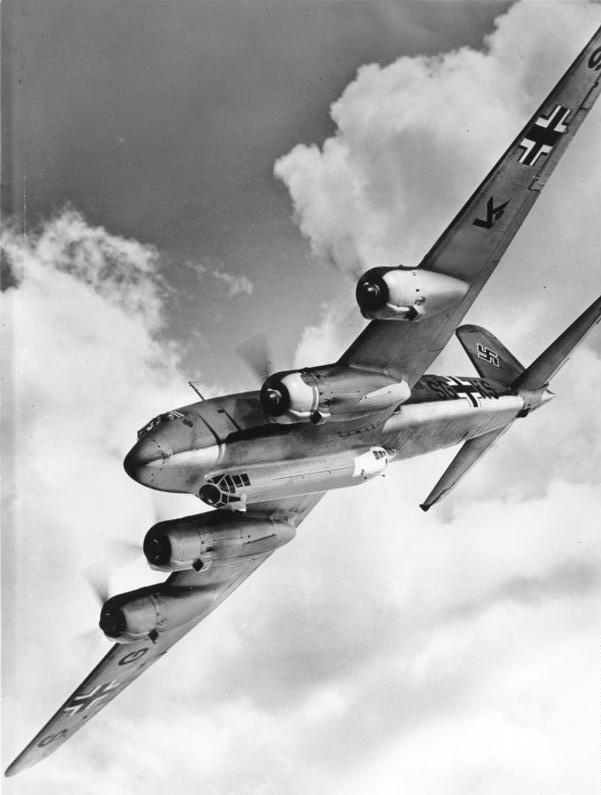
فوك-وولف إف دبليو 200 كوندور

كان بي إم دبليو 132 محرك طائرة شعاعي، مكون من 9 أسطوانات، أُنتج بواسطة بي إم دبليو في بداية عام 1933.

## التصميم والتطوير
حصلت بي إم دبليو على ترخيص تصنيع محركات شعاعية تُبرد بالهواء من برات آند ويتني في 3 يناير 1928.
صًنع نموذج محرك برات آند ويتني آر-1690 هورنت في البداية بدون أي تغيير، تحت مسمى بي إم دبليو هورنت، وسرعان ما شرعت بي إم دبليو في تطويرها الخاص، وكانت النتيجة ظهور محرك بي إم دبليو 132 الذي بدأ إنتاجه في عام 1933، وكان بالأساس عبارة عن نسخة مطورة من محرك برات آند ويتني هورنت.
صُنع العديد من النسخ المختلفة من المحرك، و بصرف النظر عن التصميمات ذات مكربن الهواء المستخدمة بشكل أساسي في الطائرات المدنية، صُنعت تصميمات من المحرك تستخدم الحقن المباشر للوقود، من أجل سلاح الجو الألماني. و بلغت سعة المحركات 27.7 لتر (1690 بوصة مكعب)، و قدرة 950 حصان (710 كيلو وات) طبقا للطراز.
انتشر محرك بي إم دبليو 132 بشكل واسع في الولايات المتحدة في غرض الانتقال و الشحن، و ظل المحرك الأساسي لطائرة يونكرز يو 52 لفترة طويلة من مدة خدمتها، ثم أصبح المحرك أحد أهم محركات الطيران للطائرات المدنية أثناء فترة الثلاثينات من 1930.
أُجريت العديد من الرحلات الجوية بواسطة محرك بي إم دبليو 132. وكانت أفضل رحلة هي الرحلة المباشرة من برلين إلى نيويورك بواسطة طائرة فوك- ولف 200 اس-1 كوندور، المزودة بأربع محركات بي إم دبليو 132. و لقد قطعت المسافة إلى نيويورك في خلال 24 ساعة و 57 دقيقة، في 10 أغسطس 1938.

## الأنواع
- 132 ايه

715 حصان ( 533 كيلو واط)
- 132 دي سي

715 حصان ( 533 كيلو واط)
- 132 دي إي

715 حصان ( 533 كيلو واط)
- 132 جيه/كيه

715 حصان ( 533 كيلو واط)
- 132 إن

715 حصان ( 533 كيلو واط)
- 132 تي

715 حصان ( 533 كيلو واط)
- إنما بيتا بي-4 (نسخة إسبانية مصنعة بترخيص)

715 حصان ( 533 كيلو واط)

## التطبيقات
- أرادو ايه أر 196
- أرادو ايه أر 196
- بولهم و فوس إتش ايه 140
- بولهم و فوس بي في 141
- بولهم و فوس إتش ايه 142
- فيسيلر إف أي 98
- فوك-وولف إف دبليو 200 كوندور
- هاينكل هي 114
- هنكل إتش إي 115
- هينشل إتش اس 123
- يونكرز يو 160
- يونكرز يو 52
- يونكرز يو 86
- يونكرز يو 90
- يونكرز يو دبليو 34

## المواصفات (بي إم دبليو 132 دي سي)

### مواصفات عامة
- النوع:محرك طائرة شعاعي أحادي الصف، مكون من 9 أسطوانات و مزود بشاحن توربيني.
- قطر الأسطوانة: 155.6 مم.
- الشوط: 161.9 مم.
- الحجم المزاح:1690 بوصة تكعيب (27.7 لتر).
- الطول:55.55 بوصة (1411مم).
- العرض:54.33 بوصة (1380مم).
- الارتفاع:35.5 بوصة (902مم).
- الوزن:1157 باوند (525 كجم).

### المكونات
- الصمامات: صمامبن علويين (بالإنجليزية: Overhead valve)‏ لكل أسطوانة.
- شاحن توربيني:شاحن توربيني طارد مركزي أحادي السرعة.
- نظام الوقود: مكربنات هواء هوبسون.
- نوع الوقود:بنزين رقم الأوكتان 87.
- نظام التبريد: تبريد بالهواء.
- ترس تخفيض: تروس تداويرية فارمان.

### الأداء
- القدرة الناتجة:789 حصان (589 كيلو وات) أثناء الإقلاع، و 779 حصان (581 كيلو وات) عند سرعة دورانية2290 دورة/دقيقه.
- القدرة النوعية: 21.26 كيلو وات/لتر (0.47 حصان/بوصة مكعب).
- نسبة الانضغاط:1:6.5
- الاستهلاك النوعي للزيت: 322 جرام/كيلو وات.ساعة.
- استهلاك الزيت: 8-11 جرام/كيلو وات.ساعة.
- نسبة القدرة إلى الوزن: 0.68 حصان/باوند (1.12 كيلو وات/كجم).